# A ploërmeli búcsú
A ploërmeli búcsú Giacomo Meyerbeer 1859. április 4-én, Párizsban bemutatott háromfelvonásos operája, a szerző második nagy sikert aratott műve a vígopera műfajában.

## Az opera története
Korabeli beszámolók szerint Meyerbeer néhány grand opérájának sikertelensége miatt döntött úgy, hogy kipróbálja magát az opera műfajának könnyebb típusaiban is. Ennek következtében készítette el a nagy sikert aratott Észak csillaga című operáját, majd a sikeren felbuzdulva újabb vígopera komponálására szánta el magát. Eredetileg egy kis egyfelvonásos darabot szeretett volna komponálni s szövegkönyvíróknak felkérte a Barbiert és Carré író párost, akik korábban több sikeres opera librettóját készítették el (Faust, Hoffmann meséi, Mignon). Az író páros hamar elkészült a három szereplőt felvonultató, három jelenetre tagolt librettóval, amelyet a két breton monda összekompilálásával alkottak meg. A műnek a Dinorah munkacímet adták. Meyerbeer hozzá is fogott a komponáláshoz, a darab el is készült, de az Opére Comique igazgatójának nem tetszett. Nem tartotta rá vevőnek a közönséget.
De mivel a szövegkönyvírók és a zeneszerző is a korszak híres és megbecsült művészei voltak, Perrin igazgató ezt így nem merte a szerzők szemébe mondani, hanem cselesen próbálta rávenni Meyerbeert a darab átdolgozására. Körmönfontan előadást tartott a maestrónak, hogy miért pazarolja az idejét ilyen kis egyfelvonásos operák írására, mikor tehetsége szerint sokkal többre hívatott. Miért nem dolgozza hát át a Dinorah történetét egy egész estét betöltő darabbá? Meyerbeer biztatásnak vette a dolgot, ezért nem sokat tétovázott: fogta az elkészült partitúrát, elutazott a Riviérára és rövidesen előállt egy háromfelvonásossá bővített verzióval és nemcsak a zenei anyagot, hanem a szöveget is saját kezűleg toldotta meg jó néhány jelenettel. A darab címét is megváltoztatta A ploërmai megbocsátásra, ami arra a csodás mozzanatra utal, hogy a szerelme elvesztése miatt megőrült lány egy csodás fordulatnak köszönhetően visszanyerte szerelmét és ép elméjét, azonban a magyar fordítók magyarosabbnak találták A ploërmeli búcsú elnevezést.
Mikor Meyerbeer ismét benyújtotta művét a színháznak, Perrin nem tehetett más, minthogy elfogadta. Ezután azonban újabb bonyodalmak támadtak a bemutató körül. A zeneszerző ugyanis Marie-Miolan Carvalhót szerette volna Dinorah szerepében látni, csakhogy Carvalho asszonyt a vetélytárs Theatre Lyrique színház alkalmazottja volt, annál az egyszerű oknál fogva, hogy a férje volt a színházigazgató. Természetesen a férj nem engedte feleségét fellépni a konkurens színházba, úgyhogy másik főszereplő után kellett nézni. Végül Marie Cabal kapta meg a szerepet. Az ősbemutató III. Napóleon császár és felesége jelenlétében zajlott le, talán ennek köszönhető, hogy szokásától eltérően Meyerbeer maga vezényelte az előadást és a korábbiakhoz képest sokkal hosszabb, gondosabb próbákat követelt meg. A ploërmeli búcsú 1900-ra túljutott a 200. előadáson Párizsban.
Alig telt el négy hónap a premier után s Meyerbeer már Londonban vezényelte művét. Ez alkalomból a librettót olaszra fordították és sor került a zenei anyag átdolgozására is. A darab ekkor kapta vissza eredeti címét (Dinorah), valamint a prózai dialógusokat recitativók váltották fel. Ezenkívül néhány új zeneszámmal is kiegészült a mű. Az 1860–61-es színházi szezonban sor került az első amerikai előadásra is New Orleansban. A címszerepet Adela Juan Maria énekelte, aki Dinorah címszerepével szép karriert futott be. Európa valamennyi jelentős operaházában fellépett a darabbal, majd miután 1884-től elköszönt a színpadoktól az Dinorah előadásai is ritkulni kezdtek s pár év múlva már csak alkalom szerűen tűzték műsorra néhány előadás erejéig.
Az opera megszólalt Buenos Airesben, Lisszabonban, Kairóban, Berlinben, Szentpétervárott, olasz színpadokon és Budapesten is, mindjárt a bemutatót követő évben. Az 1892-es koppenhágai bemutató után azonban már csak két új előadást ért meg 1904-ben és 1917-ben. Ezután eltűnt az operaszínpadokról és egészen 1953-ig kellett várni, hogy újra színpadra állítsa valaki.
Ebben az évben Brüsszelben egy erősen rövidített változatot játszottak. Aztán egy évtized múlva a triesti Teatro Verdi újította fel. A teljes opera hosszú időn át volt előadatlan, de egyes részletei nagy népszerűségnek örvendtek. A mű világelső és egyetlen teljes hangfelvétele 1979-ben, Londonban valósult meg. Ezt a felvételt adta ki 3 CD-n az Opera Rara 1993-ban. A felvétel a londoni változat zenei anyagát közli, de az eredeti francia nyelven.

## Az opera szereplői
| Szereplő                 | Hangfekvés       |
| ------------------------ | ---------------- |
| Dinorah                  | koloratúrszoprán |
| Hoël, a jegyese, pásztor | bariton          |
| Kecskepásztorlány        | szoprán          |
| Kecskepásztor            | mezzoszoprán     |
| Corentin, dudás          | tenor            |
| Vadász                   | basszus          |
| Aratómunkás              | tenor            |

- Történik: Egy bretagne-i faluban, Ploërmelben, meg nem határozott időben
- Időtartam: 2 óra 31 perc 30 másodperc

## Az opera cselekménye

### I. felvonás
Dinorah – korábban hűtlennek hitt – kedvesének nyoma veszett, a lány elméje pedig elborult, most mint együgyű, bolondnak tartott gyermek járja a vidéket. Corentin, a dudajátékos, mikor először találkozik a lánnyal, manónak hiszi furcsa megjelenése miatt. A lány borzas hajjal, egykori esküvői ruhája foszlányaiban járja az erdőt. A dudajátékos nagybátya kunyhójába menekül előle. Dinorah-t annyira elbűvölte a duda sípjainak játéka, hogy a férfi után megy. Nyugodt beszéde végül megnyugtatja Corentint. Kis idő múlva Dinorah búcsút vesz tőle, majd alighogy eltűnik a színről megjelenik az önkéntes száműzetéséből visszatért Hoël. Hoël egy írást talált, amitől azt reméli, elvezeti a környék legendás kincseihez. A kincsekről azt tartják, hogy aki először megérinti őket, az halál fia lesz, ezért magával viszi az útra Corentint. A két jó madár annyira összebarátkozik, hogy Hoël végül megváltoztatja a tervét és úgy dönt, hogyha sikerül a kincsek nyomára bukkanniuk, akkor testvériesen megosztoznak a zsákmányon.

### II. felvonás
A két kincskeresőre út közbe rászakad az éjszaka. Dinorah a nyakában csengőt viselő kecskéje után szalad a félhomályban. Corentin és Hoël egy pillanatra feltűnő alakját erdei szellemnek vélik. Hoël egy kicsit ittas állapotban is van és az újra megszólaló csengőt a kincskeresésére buzdító jelnek értelmezi. Így Cordinttal elindulnak a Val Maudit völgy felé, amit a legenda szerint kísértetek laknak. Útközben kecskepásztorokkal találkoznak, akik elmesélik Dinorah szomorú történetét. Esküvőjén elhagyta a szerelme, ő pedig megzavarodva kecskéjével egyre csak az ő nyomát kutatja. Megjelenik Dinorah is, akinek árnyékát a hajladozó fák ágai közt ismét szellemnek vélik. Hoël szerint a kísértet azért jelenik meg időről időre, hogy elriassza őket a kincs keresésétől. A két férfi végül legyőzi félelmét és eléri a hasadékot, ahol a rejtekhelyet sejtik. Sorsot húznak, így döntik el ki ereszkedjen le. Corentinnek kedvez a szerencse, már éppen hozzá látna a mászáshoz, amikor megint megjelenik Dinorah s egy rossz mozdulatot követően a mélybe zuhan. Hoël csak most ismeri fel benne egykori kedvesét, utána ered, hogy segítsen rajta.

### III. felvonás
A pásztorlegényeknek végül sikerült felhozniuk a szakadékból az alélt Dinorah-ot. Hoël rájött, hogy idejét hasztalan dolgokra fecsérelte. Az igazi kincs szerelme volt, de lehet, hogy most örökre elvesztette. Dinoraht azonban lassan kinyitja a szemét. Az esés okozta sokk következtében visszanyerte épp elméjét. Örömmel ismeri fel szerelmét s örömében Máriához mond egy, búcsúnapokon elmondott imádságot. Közben megjelennek a falusiak és kiderül: aznap van a búcsú ideje is. Nincs hát akadálya a fiatalok esküvőjének. A környékbeliek a fiatal párral együtt ünneplik a csodás egymásra találást.

## Az opera zenéje
A zene könnyen befogadható, nyoma sincs a szerző nagy operáira jellemző emelkedettségnek és pátosznak. Az opera címszerepe hálás feladat, Dinorah énekli a darab legismertebb slágereit. De jelentős feladata van Hoëlnak is, az általa énekelt búcsúztató ária az opera legmeghittebb részletei közé tartozik. Emellett említést érdemel Corentin és a kecskepásztorlány szólama is. Ezenkívül számos együttes és jól megkomponált kórus részlet található a műben. A téma jellemző a romantikára, a dallamok könnyen megjegyezhetőek és fülbemászóak, de a zenei anyag terjedelmes és nagy színházi apparátust igényel. Ez is szerepet játszik benne, hogy ma viszonylag ritkán állítják színpadra. Az előadás legnagyobb buktatója a kecske. Több feljegyzés is készült olyan előadásokról, amikor az elején még békésnek tűnő állat egyszer csak megvadult és az egész színházi apparátust felforgatta. Ezáltal a legmeghittebb zenei részek is nevetségesség váltak.